# 拓跋詰汾
拓跋詰汾，北魏追尊的第十四位始祖。索頭部鮮卑族領袖，前任首領拓跋鄰之子，在位期間不詳，北魏道武帝拓跋珪稱帝時，追諡其為聖武皇帝。

## 事蹟
按《魏書·序記》記載拓跋鄰在位時，有神人建議遷徙部落，拓跋鄰以當時已老，傳位予詰汾，詰汾受命南遷。《魏書》形容的遷移過程頗具神話色彩，先是「山谷高深，九難八阻」，部眾原本打算停下來。然而「有神獸，其形似馬，其聲類牛，先行導引，歷年乃出。」最後遷移到匈奴的故地。
其後的記載更似神話：後來詰汾有一次率數萬騎打獵時，見一美女從天而下，告以是來與詰汾「受命相偶」的，因此「遂同寢宿」。後來天女告別，一年後天女以所生男予詰汾。此男即拓跋力微。詰汾去世後，由力微繼立。
史載詰汾除拓跋力微外，尚有長子禿髮匹孤（《新唐書·宰相世系表》），「禿髮」與「拓跋」是同音異譯。匹孤即十六國時期的南涼立國者禿髮烏孤之先祖。